# パリ〜ニース2008
パリ〜ニース2008は、2008年3月9日から3月16日まで8日間にわたって開催された。主催者であるアモリ・スポル・オルガニザシオン（ASO）と、国際自転車競技連合 (UCI) の対立の深刻化により、開催そのものが危ぶまれていた。前年最終ステージまで首位を守りながら逆転されたダヴィデ・レベリンが優勝を飾った。

## 総合順位及び区間順位

### 各区間総合上位選手
| 区間 | 曜日 | スタート－ゴール                   | km    | 総合首位                 | 総合2位                    | 総合3位                      |
| ---- | ---- | ---------------------------------- | ----- | ------------------------ | -------------------------- | ---------------------------- |
| Pro. | 3/9  | アミイー（個人TT）                 | 4.6   | トル・フースホフト       | マルケル・イリサール       | シュテファン・シューマッハー |
| 1    | 3/10 | ル・シャプロット－ヌヴェール       | 93.5  | トル・フースホフト       | ヘルト・ステーグマン       | ジェローム・ピノー           |
| 2    | 3/11 | ヌヴェール－ベルビル               | 201   | トル・フースホフト       | ヘルト・ステーグマン       | ジェローム・ピノー           |
| 3    | 3/12 | フルリー－サン＝テティエンヌ       | 164.5 | シルヴァン・シャヴァネル | ルイス・レオン・サンチェス | ゴルカ・ベルドゥゴ           |
| 4    | 3/13 | モンテリマール－モン・ヴァントゥ   | 176   | ロベルト・ヘーシンク     | ダビデ・レベリン           | リナルド・ノチェンティーニ   |
| 5    | 3/14 | アルテン・デ・パリュド－シストロン | 172.5 | ロベルト・ヘーシンク     | ダビデ・レベリン           | リナルド・ノチェンティーニ   |
| 6    | 3/15 | シストロン－カンヌ                 | 203.5 | ダビデ・レベリン         | リナルド・ノチェンティーニ | ヤロスラフ・ポポヴィッチ     |
| 7    | 3/16 | ニース－ニース                     | 119   | ダビデ・レベリン         | リナルド・ノチェンティーニ | ヤロスラフ・ポポヴィッチ     |

### 各区間上位選手
| 区間 | 曜日 | スタート－ゴール                   | km    | 1位                        | 2位                        | 3位                          |
| ---- | ---- | ---------------------------------- | ----- | -------------------------- | -------------------------- | ---------------------------- |
| Pro. | 3/9  | アミイー（個人TT）                 | 4.6   | トル・フースホフト         | マルケル・イリサール       | シュテファン・シューマッハー |
| 1    | 3/10 | ル・シャプロット－ヌヴェール       | 93.5  | ヘルト・ステーグマン       | ジェローム・ピノー         | トル・フースホフト           |
| 2    | 3/11 | ヌヴェール－ベルビル               | 201   | ヘルト・ステーグマン       | トル・フースホフト         | シルヴァン・シャヴァネル     |
| 3    | 3/12 | フルリー－サン＝テティエンヌ       | 164.5 | キェル・カルストルム       | クレマン・ロテルリ         | ピエール・ロラン             |
| 4    | 3/13 | モンテリマール－モン・ヴァントゥ   | 176   | カデル・エヴァンス         | ロベルト・ヘーシンク       | リナルド・ノチェンティーニ   |
| 5    | 3/14 | アルテン・デ・パリュド－シストロン | 172.5 | カルロス・バレード         | カルステン・クローン       | マヌエーレ・モーリ           |
| 6    | 3/15 | シストロン－カンヌ                 | 203.5 | シルヴァン・シャヴァネル   | ルイス・レオン・サンチェス | ボビー・ジュリック           |
| 7    | 3/16 | ニース－ニース                     | 119   | ルイス・レオン・サンチェス | マキシム・モンフォール     | カルロス・バレード           |

## 最終成績

### 総合成績
|    | 選手名                       | 国籍       | チーム               | 時間           |
| -- | ---------------------------- | ---------- | -------------------- | -------------- |
| 1  | ダビデ・レベリン             | ドイツ     | ゲロルシュタイナー   | 29時間02分48秒 |
| 2  | リナルド・ノチェンティーニ   | イタリア   | アージェードゥーゼル | +3秒           |
| 3  | ヤロスラフ・ポポヴィッチ     | ウクライナ | サイレンス・ロット   | +48秒          |
| 4  | ロベルト・ヘーシンク         | オランダ   | ラボバンク           | +51秒          |
| 5  | ルイス・レオン・サンチェス   | スペイン   | ケス・デパーニュ     | +1分09秒       |
| 6  | フアン・マヌエル・ガラーテ   | スペイン   | クイックステップ     | +1分12秒       |
| 7  | ゴルカ・ベルドゥゴ           | スペイン   | エウスカルテル       | +2分17秒       |
| 8  | カルロス・バレード           | スペイン   | クイックステップ     | +2分24秒       |
| 9  | シルヴァン・シャヴァネル     | フランス   | コフィディス         | +2分39秒       |
| 10 | アレクサンドル・エフィムキン | ロシア     | クイックステップ     | +3分21秒       |

### 各部門賞
| ポイント賞 | トル・フースホフト           | 89 P.          |
| 2位        | ルイス・レオン・サンチェス   | 71 P.          |
| 3位        | ダビデ・レベリン             | 69 P.          |
| 山岳賞     | クレマン・ロテルリ           | 79 P.          |
| 2位        | クリス・アンカー・セレンセン | 28 P.          |
| 3位        | ボビー・ジュリック           | 20 P.          |
| 新人賞     | ロベルト・ヘーシンク         | 29時間03分39秒 |
| 2位        | ルイス・レオン・サンチェス   | +18秒          |
| 3位        | クレマン・ロテルリ           | +3分20秒       |
| チーム総合 | クイックステップ             | 87時間11分40秒 |
| 2位        | クレディ・アグリコール       | +6分47秒       |
| 3位        | コフィディス                 | +13分54秒      |

## UCI vs ASOの対立

### 発端 ツール・ド・フランスにおける利権争い
国際自転車競技連合（UCI）と、当レースの主催者であるアモリ・スポル・オルガニザシオン（ASO）は、制定当初より、2005年より開始されたUCIプロツアーに対する主導権を争い対立してきたことにより、2008年の開催から、パリ〜ニースはUCIプロツアー対象レースから外れることになった。
当年のシクロクロス世界選手権開催期間中にUCIと、ASOを含めたグランツールの主催者グループとの間で会談が行われた。UCIはジロ・デ・イタリアとブエルタ・ア・エスパーニャの2レースについて、UCIプロツアーの下部組織であるUCIヨーロッパツアーに組み入れるという姿勢をとっていた。これを不当であるとした主催者グループ側が対案として以前から提案していた新シリーズの導入に対し、UCIも大枠では各国の自転車競技連盟とともに同意したと見られる。しかしその代わりにツール・ド・フランスについては、UCIプロツアー全18チームを招待するという条件をつけ、ASOが態度を硬化させた。

### ASOがUCIを排斥
2月13日ASOは、2007年のツール・ド・フランスでドーピングスキャンダルにより参加選手全員が棄権することになったアスタナを、ASOが主催するレース（この中にはツール・ド・フランスやパリ〜ニース、パリ〜ルーベなどが含まれる）には招待しないことを発表したほか、3月9日開幕のパリ〜ニースについてはUCIの介入を認めず、フランス自転車競技連盟（FFC）の管理の下で開催するということも表明したことから、UCIはパリ〜ニースの参加予定チームに対し、ボイコットを要請する書簡を送った。

### UCIの逆襲
UCIとASOの対立が深刻さを増す中、欧州自転車競技連合（UEC）は、パリ〜ニースを含めた国際レースはUCI主導で行うべきか、今後もUCIプロツアーを維持していくべきかといった問題について討議を行い、最後に採決をしたところ、国際レースにおけるUCI主導の方向性並びに2009年以降もプロツアー制度の維持を支持するという結論に達した。
これを受け、UCI会長のパット・マクエイドはFFC会長のジャン・ピタリエと会談を行った。その会談の席上でマクエイドは、ASOがパリ〜ニースをFFCの管理の下でレースを実施したいという件について、FFCとしての見解について問うたところ、ピタリエは、FFCとしてはUCIの規定に沿った形でのレース開催を当初は望んでいたとした上で、ASOがFFCの管理下で開催が行えるとしてUCIを排除したと言明。一方でピタリエは、パリ〜ニースが国際レースである以上、UCIの規定に沿ってレースを行うとも言明したが、ASOが後述するUCIの制裁処置姿勢に不快感を示したことで態度は一変することになる。

### 「主導権争い」続く
一方、マクエイドはASOの思惑通りにはさせないと言わんばかりに3月4日、チーム、選手に対する制裁処置について述べた。仮にUCI不介入となる2008年のパリ〜ニースに参加した場合、選手に対しては6か月間の出場停止処分、当年の世界自転車選手権出場禁止、UCIポイントの剥奪を行い、またチームに対しては、UCIチーム登録の保留に加え、10000スイスフラン以内の罰金ないしは、プロツアーおよびワイルドカードライセンスを剥奪するという制裁処置を取るというものである。
そのことを受けてASOは、今回のパリ〜ニースについてはUCIの介入は一切受けることなく、FFC管理の下で開催を行いたいとしていたが、国際プロ自転車チーム連盟（IPCT）もASOの意向に概ね同意した。さらにIPCTは、UCIとASOの深い対立が続いていることに対し、スポーツ仲裁裁判所に事態収拾を訴えたが、CASは7日、これを却下した。

### UCI不介入の形で開催
CASが今回の事態収拾不介入（却下）としたことで、開催の可否については、参加予定チームによる投票に委ねられることになった。7日に投票が行われたが、その投票の結果が8日に発表され、開催すべしという結論が出されたことから、パリ〜ニースは、FFCの管理及び競技規定に則って行われることとなった。UCIはこのレースに介入できなかった。一方、UCIの会長・マッケイドは、この決定に強い不快感をあらわしたが、その後制裁等の処置言及については行われていない。

### UCIプロツアー制度崩壊寸前
6月13日、マッケイドは、FFCに対し、10000スイスフランの罰金を含む制裁処置を取ることを表明したが、この制裁処置に反発を示すFFCが来年度以降のパリ〜ニースについてもUCIの介入を認めないとした他、2012年にフランスで開催予定のトラックレース及びシクロクロスの世界自転車選手権についても同様の処置を取りたいと反発したことや、UCIプロツアーライセンスチームのコフィディスが7月4日、2009年度のプロツアーライセンスの更新を行わないと表明したことがきっかけとなり、同年7月15日、ツール・ド・フランス2008に出場しているUCIプロツアーライセンス17チームがグランツール主催者との合意により、2009年度のプロツアーライセンスを更新しないとする衝撃的な表明を行った。